# Полевой, Ксенофонт Алексеевич
Ксенофо́нт Алексе́евич Полево́й (20 июля [1 августа] 1801, Иркутск — 9 [21] апреля 1867, имение Тюхменево, Вяземский уезд, Смоленская губерния) — русский писатель, литературный критик, журналист, книгоиздатель. Младший брат писательницы Екатерины Алексеевны Авдеевой и писателя, драматурга, критика, историка Николая Алексеевича Полевого.

## Биография
Ранние годы прошли в Иркутске и Курске. В начале 1820-х переехал в Москву. Помогал старшему брату Николаю Алексеевичу Полевому в издании литературного и научного журнала «Московский телеграф» (1825—1834), где помещал статьи, рецензии, переводы. Был негласным редактором журнала в 1829—1834.
После закрытия журнала занимался книготорговлей и переводами с французского языка. Перевёл с французского (1835—1839) многотомные мемуары о Наполеоне герцогини Абрантес. В 1835—1844 был редактором иллюстрированного ежегодника «Живописное обозрение достопамятных предметов из наук, искусств, художеств, промышленности и общежития, с присовокуплением живописного путешествия по земному шару и жизнеописаний знаменитых людей». В 1850-е сотрудничал в «Отечественных записках» и «Северной пчеле». В 1853—1854 издал собрание сочинений в 7-и томах русского писателя Василия Александровича Вонлярлярского. В 1856—1864 издавал «Живописную русскую библиотеку».
Подробнее о нем читайте:
- Горощенова, Ольга. «такие люди не часто являются…» / О. Горощенова // Земля Иркутская : Науч.-попул. иллюстрир. журн. — 2002. — N 2(19). — С. 66-70 : ил. — Библиогр. в конце ст.
- Горощенова, Ольга Анатольевна. Династия Полевых: «Сеять разумное, доброе, вечное…» : монография / О. А. Горощенова ; М-во образования и науки Рос. Федерации, Иркут. гос. техн. ун-т. — 2-е издание, исправленное и дополненное. — Иркутск : Иркутский государственный технический университет, 2012. — 126, [1] с. : генеалогич. табл., фот. цв., фот., ил. ; 21 см. — Именной указатель: с. 121—126. — Библиография в подстрочных примечаниях. — Родословная Полевых-Званцевых отдельный вкладной лист. — 100 экз.. — ISBN 978-5-8038-0824-4
- Горощенова О. А. Династия Полевых: сеять разумное, доброе, вечное … : монография / О. А. Горощенова ; М-во образования и науки РФ, Иркут. нац. исслед. техн. ун-т. — 3-е издание, исправленное и дополненное. — Иркутск : ИРНИТУ, 2015. — 126 с. : цв. ил. ; 21 см. — Библиография в подстрочных примечаниях. — Именной указатель: с. 121—126. — 100 экз.. — ISBN 978-5-8038-1085-8

## Литературная деятельность
Разделял литературные и политические взгляды брата. Вёл борьбу против классицизма как феодально-аристократического течения, поддерживал романтизм (статьи «О направлениях и партиях в литературе», 1833; «О новом направлении в русской словесности», 1834). Автор ряда критических статей об Ипполите Фёдоровиче Богдановиче, Александре Сергеевиче Пушкине, Антоне Антоновиче Дельвиге и других русских поэтах. Написал биографии Михаила Васильевича Ломоносова (1836) и баснописца Ивана Ивановича Хемницера (1838). Издал «Горе от ума» Александра Сергеевича Грибоедова со своей статьёй «О жизни и сочинениях А. С. Грибоедова» (1839), содержащей личные воспоминания о писателе. Оставил интересные «Записки о жизни и сочинениях Н. А. Полевого» (Санкт-Петербург, 1888)
Подписывался инициалами К., К. П., Кс., Кс. П.